# 転車台

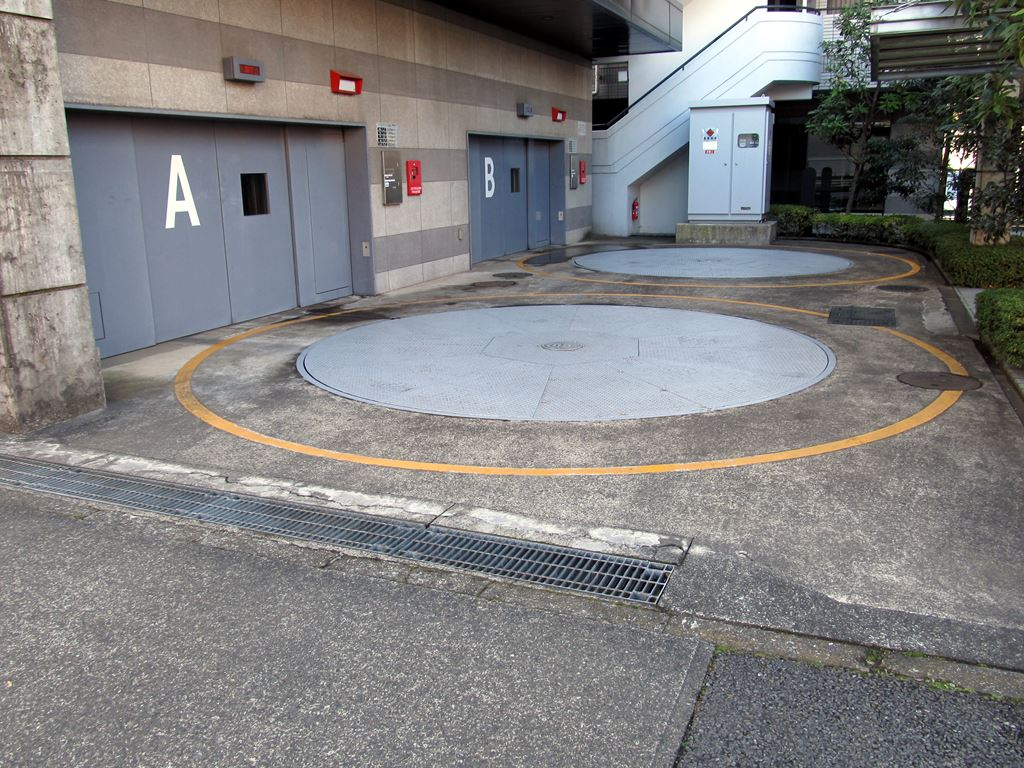
自動車用の転車台が設置された立体駐車場

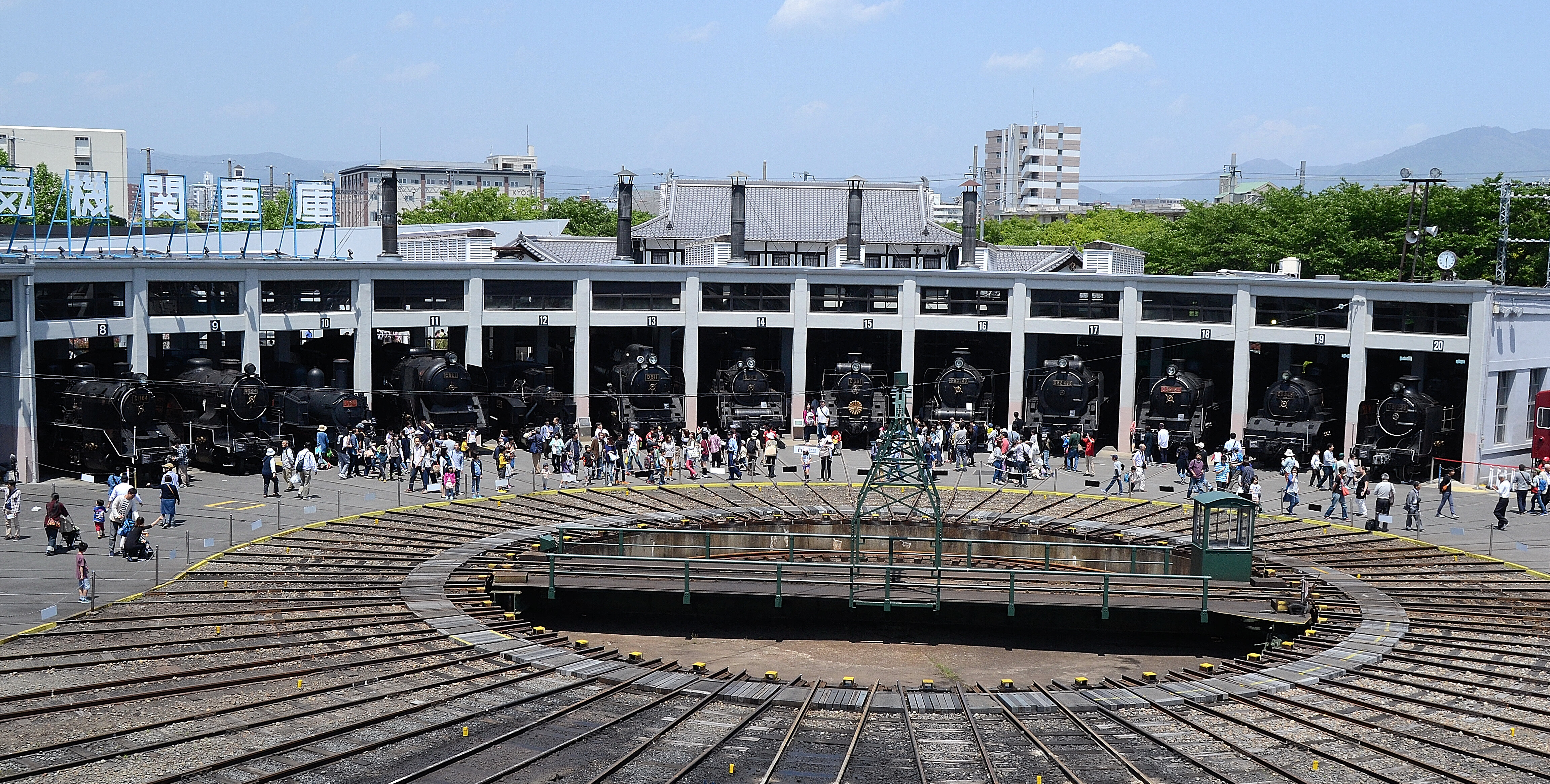
鉄道車両用の転車台が設置された扇形機関庫

転車台（てんしゃだい、英: turntable ターンテーブル）とは、車両の方向を変えるための機械。一般に地上に置かれる。
運転台が1か所に設けてある鉄道車両（特に蒸気機関車およびEF55形などの片運転台形機関車）や自動車の場合、少ないスペースで運転台を進行方向に向ける際に必要な設備である。

## 鉄道用

### 概要
鉄道用の転車台は、主に片側にしか運転台がない車両や、逆機では性能が限られている機関車を載せて回転させ、車両の向きを進行方向に向けるために用いられる。一般に蒸気機関車 (SL) の方向転換（転向）に用いるものとして知られており、SLの全盛期には各地の車両基地（機関区）や拠点駅、起終点駅に必ず設けられていたが、SLが廃止され転向の必要がない電気機関車 (EL) やディーゼル機関車 (DL) などの増加に伴い、不要となって撤去され、あまり見られなくなってきた。撤去されないまま放置されていた転車台がSLの復活運転用として整備され、再使用されている例もある。また、電車や気動車・機関車に改造を施す際や、運用の都合や配置転換などに伴い、車両単独または編成すべての向きを変える必要が生じることもあるため、工場や車両基地・運転所などでは現在でも使用されるほか、旭川運転所のように移転後に新たに設置される事例もある。
アメリカなどでは、DLにおいても片側にのみ運転台を備えている車両が広く用いられているため、現代においてもなおよく用いられる設備である。
SLの基地（機関区・機関庫）においては、転車台の周囲から放射状に線路を伸ばし、その先に機関車の車庫や修理・点検設備として用いる扇形庫を設置した例が広く見られる。
転車台の上には架線が張られていないことが一般的であり、電気車（ELと電車）の転向を行う必要がある場合は、他の動力車を用いるなどして転車台に出し入れする必要がある。ただし、EF55形のように転車台で転向を行う前提のELもあるうえ、スペースの問題からどうしても扇形庫にELを留置せざるを得なくなるなどの事情から、東海道本線電化時の浜松機関区（現・浜松運輸区）や高崎運転所（現・ぐんま車両センター）、水上駅のように、転車台上空にも架線を張ってELの自走を可能にした例もある。
転車台には、取っ手を人間が手で押して回転させるものと、電動機や圧縮空気などによる動力で回転させるものがある。主桁（後述）の回転中心に車両を跨ぐ門形の構造物があり、その上部に電線が引かれている場合があるが、それは車両へ電力を供給する架線ではなく、回転式の集電装置を介して電気動力式の転車台自体を動かすためのものである。

### 構造
転車台は、レールとそれを支えて回転する部分（主桁）と、回転させるための土台となる地面を掘った窪み（転車台坑、ピット）からなる。
主桁上にあるレールの高さを転車台周囲のレールと揃える必要性があるため、転車台坑は周辺の地面より掘り下げられている。転車台坑中心には主桁の回転中心となる中央支承があり、ピット内の外周部には円形にレールが敷かれ、車両が載った主桁の重量の一部を負担しつつ、その回転を案内する。
主桁は、構造的にはガーダー橋と全く同一であり、このため鉄道橋の一部として取り扱われることがある。
主桁に対するレールの配置により、上路式（デッキガーダー橋）と下路式（スルーガーダー橋）が存在する。上路式ではレールを桁材の上に配置するのに対し、下路式では桁材の間の横梁の上に設置する。このため、下路式では桁に対してレール面を低く設定でき、転車台坑を浅くすることができる。転車台坑が深いと建設工事の費用がかさむうえに雨水の排水の問題もあるため、転車台坑の面では下路式の方が上路式に比べて優れている。
一方、下路式では桁の間にレールを敷くため、転車台を使用する車両の最大横幅（車両限界）以上に桁の間隔を広く取らなければ、車両が桁に抵触してしまう。桁の間隔を広くするとその分だけ横梁の構造も頑丈に作る必要があり、結果的に主桁は大型化して主桁の製作に費用がかさむため、この面では上路式の方が優れている。
日本で実際に用いられたものは上路式の方が圧倒的に多いが、下路式のものも存在していた。
主桁の設計としては、バランスト形と三点支持形が存在する。
バランスト形では車両が上に載っていないときは、主桁は中央支承のみで支えられ、周囲の円形レールと主桁端の車輪は接触せず浮いている。車両が転車台に進入すると、その重みによって主桁が下がり、円形レールと桁端車輪が接触して重量を負担するようになる。しかし、車両の重心がちょうど転車台の回転中心に一致する位置に車両を停めると、再び中央支承のみで重量を支えるようになり、この状態で回転させる。この方式では、桁端車輪の分の摩擦がないために転車台を軽く回すことができ、動力式でも小さな動力のもので回転させることができる。
一方、三点支持形では常に円形レールと桁端車輪が接触しており、回転する時にも重量を負担しているため、抵抗が大きく大きな動力を必要とする。
ただし、バランスト形では車両の重心位置を回転中心に揃えて停車させることが難しいという問題がある。例えば、C62形の場合、炭水車に一杯に石炭と水を搭載している状態ならば第一従輪の上あたりに重心があるため、日本国有鉄道（国鉄）の大きな機関区や駅で標準的に用いられていた直径20メートルの転車台でも重心位置をきちんと揃えて回転させることができた。しかし、石炭や水を消費した状態では重心が前に移動し、重心から炭水車後端車輪までの長さが11メートルを超え、バランスをとった状態で回転させることが不可能となる。バランスの崩れた状態では、バランスト形の転車台は三点支持形のものより回転抵抗が大きくなる。この問題の対策として新設計の24メートル転車台が登場したが、既存の転車台の改修には転車台坑の拡大を中心に多大な費用を要することから、あまり広まらなかった。このため、後年三点支持形に改造したものが現れている。

### 特殊な用例
貨車の転回に用いる小型の転車台の中には、ダイヤモンドクロッシングのように十字形に2本の線路を交差させて設置したものがある。また、こうしたものの中には転車台坑を全面に渡って板で覆ったものがある。日本では唯一武豊港駅跡に保存されており、2009年（平成21年）1月に国の登録有形文化財に登録されている。
ロシアのクラスノヤルスク水力発電所には、世界最大シップリフト用転車台が設けられている。
フランスでは、スペース不足の問題から主桁の3分の1程の点に回転中心を設けた、非対称な転車台が存在していた。当然のことながら、こうした転車台では360度回転させることはできない。
イギリスのベントナー駅、ベンブリッジ駅には、機回し線を振り分けるために通常の分岐器の代わりに小型の転車台が存在していた。これは、トンネルを出てすぐの場所に駅が設けられたため、通常の分岐器を使うとトンネルの出口までの距離が近くなりすぎ、機関車が機回しをしようとすると一旦トンネルに入らなければならなくなったからである。のちにこの転車台は三分岐式の分岐器に置き換えられたが、機関車は機回しに際して一旦トンネルに入らなければならなくなった。

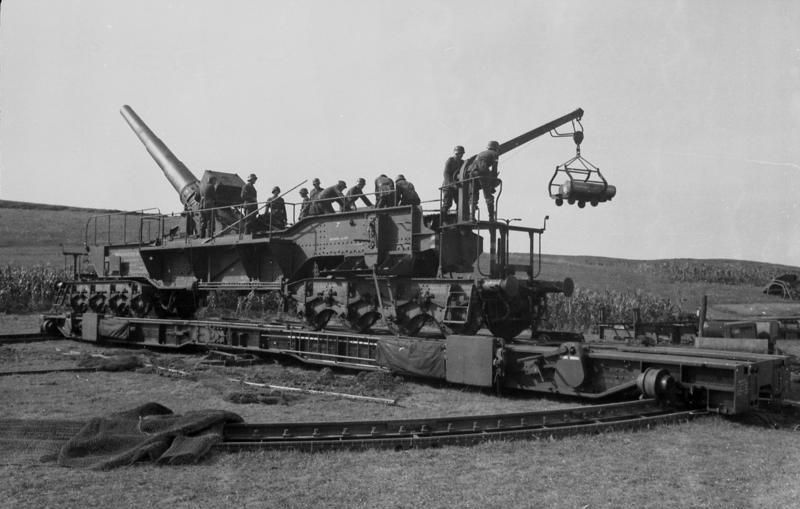
列車砲用ターンテーブルの例、
転車台上にあるのがドイツ軍の24 cm列車砲

遊園地ではあるが、埼玉県の東武動物公園内を走る鉄道「パークライン」や、西平畑公園の「ふるさと鉄道」には、複線の転車台がある。終端駅における転向に特化したからこそできたものであり、転向と同時に機回し線に転線する。
伊予鉄道の坊っちゃん列車については、転車台を設けず、機関車の下部に油圧ジャッキが内蔵されており、機関車自体を持ち上げた後に人力で回転させて方向転換する方法が用いられている。古町駅・道後温泉駅・松山市駅前停留場で見られる。この方法は一部の保線用モーターカーや軌陸車にも利用されており、軌陸車では踏切などから鉄軌条へ入線する際にも用いられている。
過去に軍事用として列車砲を旋回させ、射角を得る砲座として転車台が利用されていた。この場合、後退防止用として転車台に砲の反動を吸収するため、連結器と直結した緩衝装置を備えていることが多い。恒久陣地や要塞に設置される物の中には天蓋式に装甲やベトンで転車台自体を覆い、防御力を高めた事例もある。他にドイツ国防軍などでは「フェーゲレ・ターンテーブル（Vögele Drehscheibe、フェーゲレ・ドレーシャイベ）」のように、前線で列車砲を展開させるための組み立て式器材として転車台が制式化されていた例もある。

### 現役で稼動する転車台のある駅・運行列車などの一覧
主に営業運転用車両に使用される転車台を有する日本国内の駅を取り上げる。このほか、保線・保守用車両のみが使用する転車台がある場所もある（川越富洲原駅・白塚駅（近鉄名古屋線） など）。
- 岩見沢駅（函館本線岩見沢運転所隣接駅）
- 弘前駅（奥羽本線）
- 東能代駅（奥羽本線）
- 津軽中里駅（津軽鉄道津軽鉄道線）
- 横手駅（奥羽本線・北上線）
- 荒屋新町駅（花輪線）
- 盛岡駅（東北本線・SL銀河）[注釈 2]
- 釜石駅（釜石線・SL銀河）
- 小国駅（米坂線）
- 只見駅（只見線・SL会津只見号） - 人力駆動方式
- 小出駅（上越線）
- 坂町駅（羽越線・SL村上ひな街道号）
- 新津駅（磐越西線・C57 180）
- 郡山駅（磐越西線・SL郡山会津路号（下り）・SL磐梯会津路号（上り））
- 常陸大子駅（水郡線）
- 会津川口駅（只見線・SL会津只見号） - 人力駆動方式
- 真岡駅（真岡鐵道真岡線・SLもおか）
- 茂木駅（真岡鐵道真岡線・SLもおか）
- 鬼怒川温泉駅（東武鉄道東武鬼怒川線・SL大樹）[3]
- 水上駅（上越線・SLぐんま みなかみ。このほか駅から徒歩5分のところに「水上駅転車台広場」がある[4]）
- 三峰口駅（秩父鉄道秩父本線・SLパレオエクスプレス）
- 千頭駅（大井川鐵道大井川本線・かわね路号） - 人力駆動方式・2009年（平成21年）機械遺産認定
- 新金谷駅（大井川鐵道大井川本線・かわね路号） - 2011年（平成23年）再設置
- 天竜二俣駅（天竜浜名湖鉄道天竜浜名湖線）
- 美濃太田駅（高山本線）
- 北濃駅（長良川鉄道越美南線） - 登録有形文化財
- 若桜駅（若桜鉄道若桜線） - 登録有形文化財
- 新山口駅（山口線・SLやまぐち号）
- 津和野駅（山口線・SLやまぐち号）
- 宇和島駅（予土線・清流しまんと号）
- 徳島駅（高徳線、牟岐線）
- 多度津駅（予讃線）
- 直方駅（筑豊本線）
- 人吉駅（肥薩線・SL人吉）

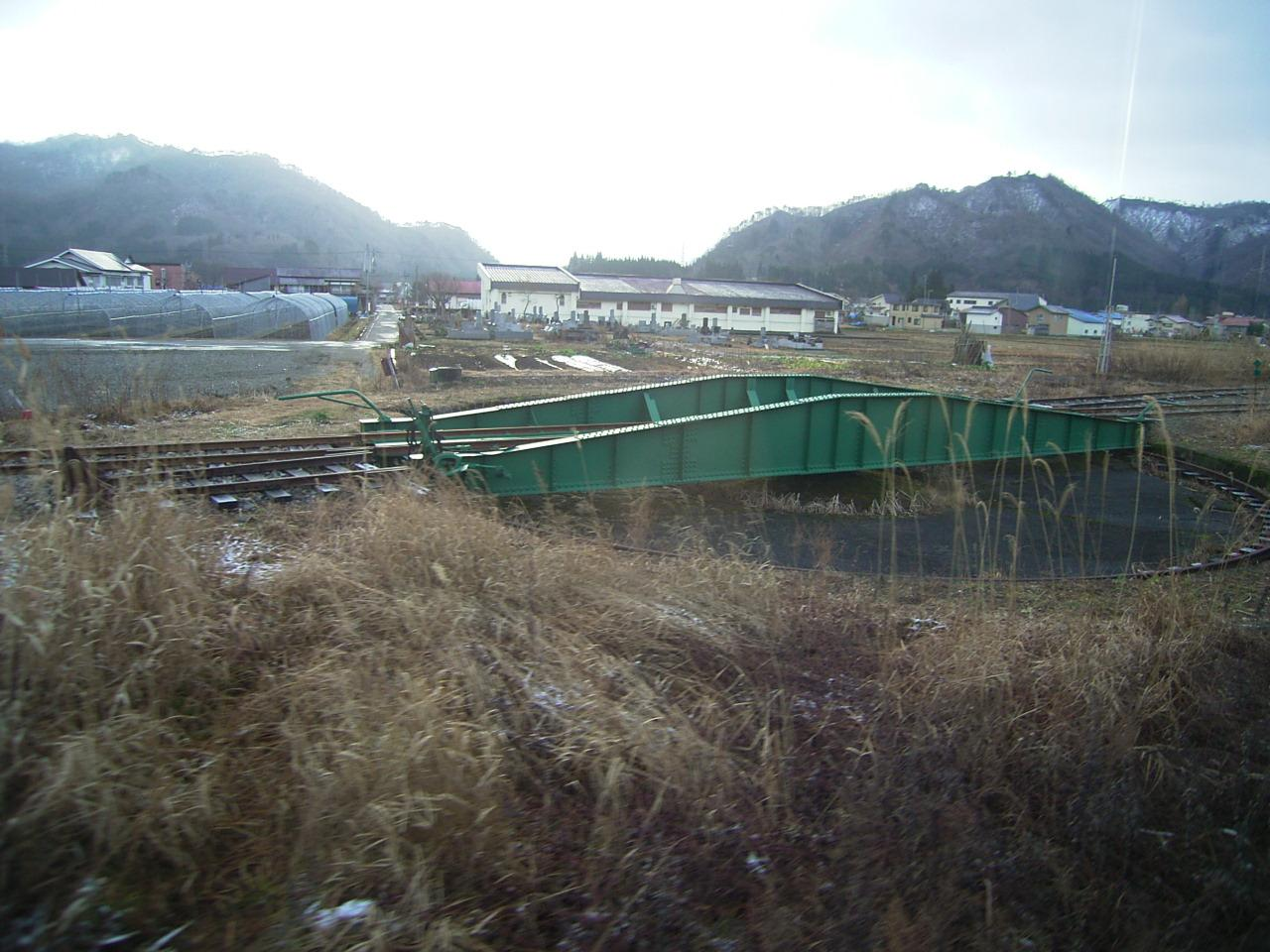
只見駅
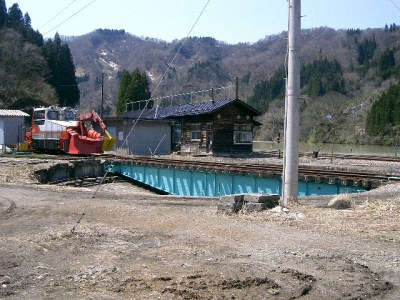
会津川口駅
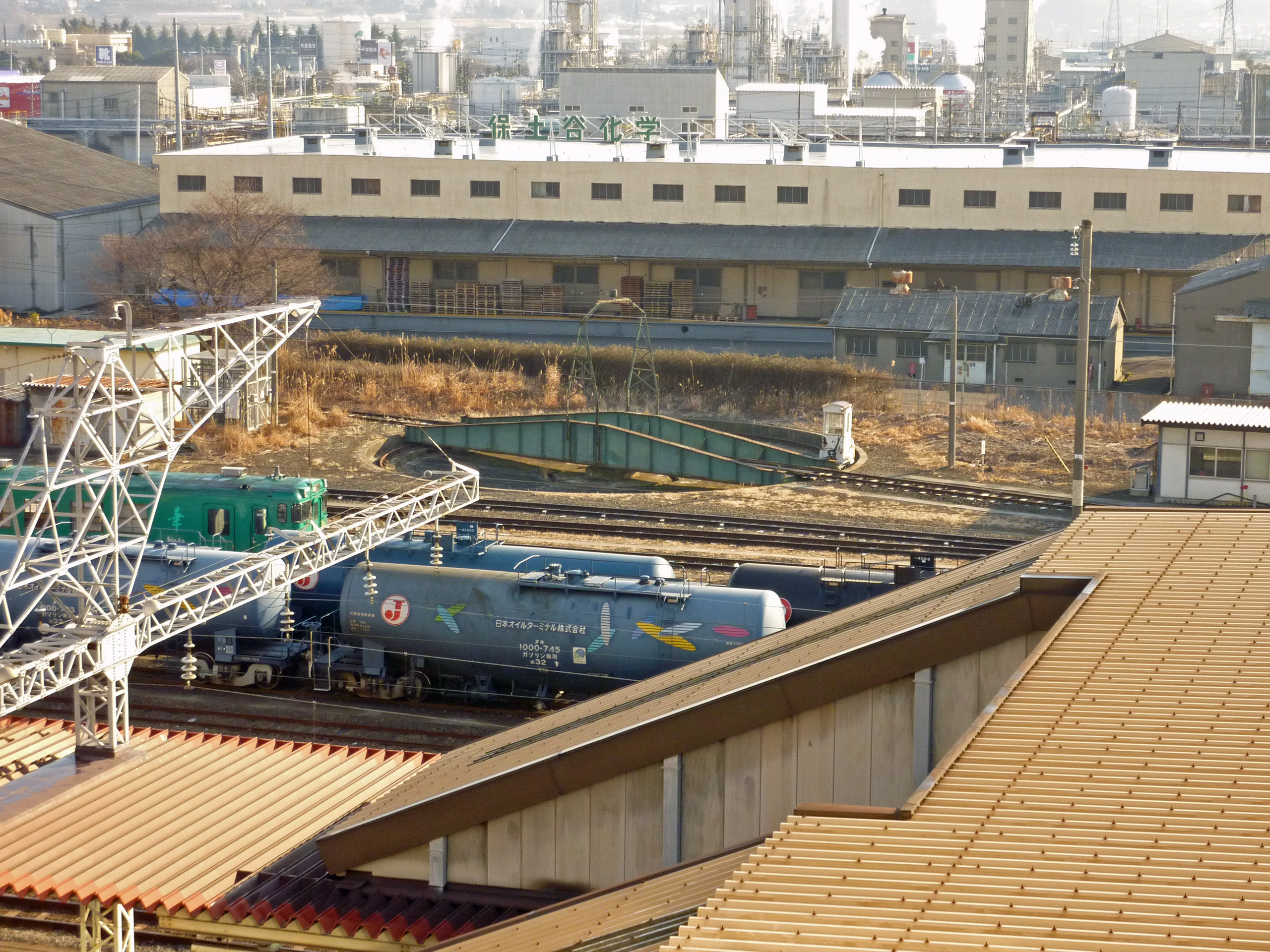
郡山駅
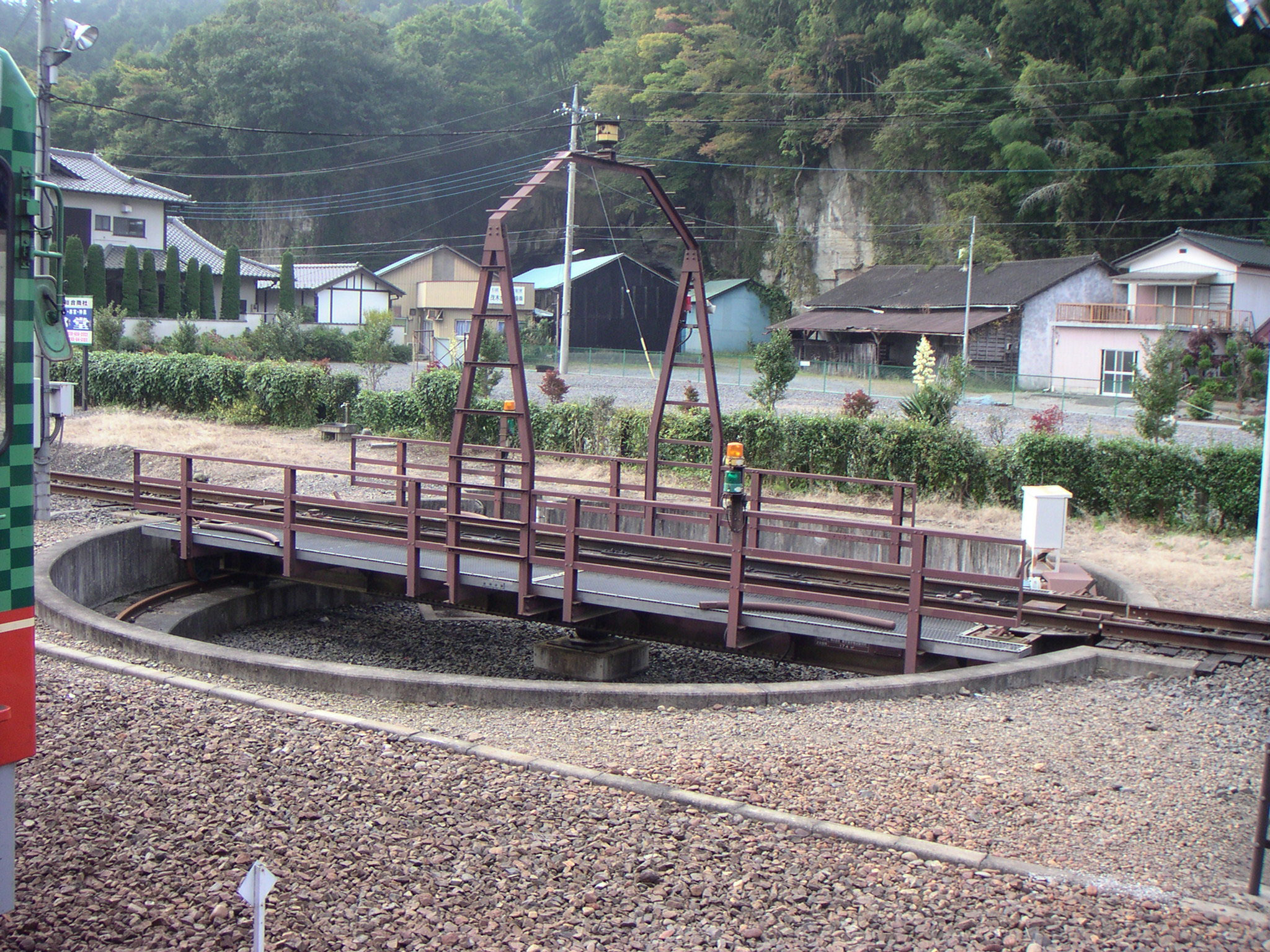
茂木駅
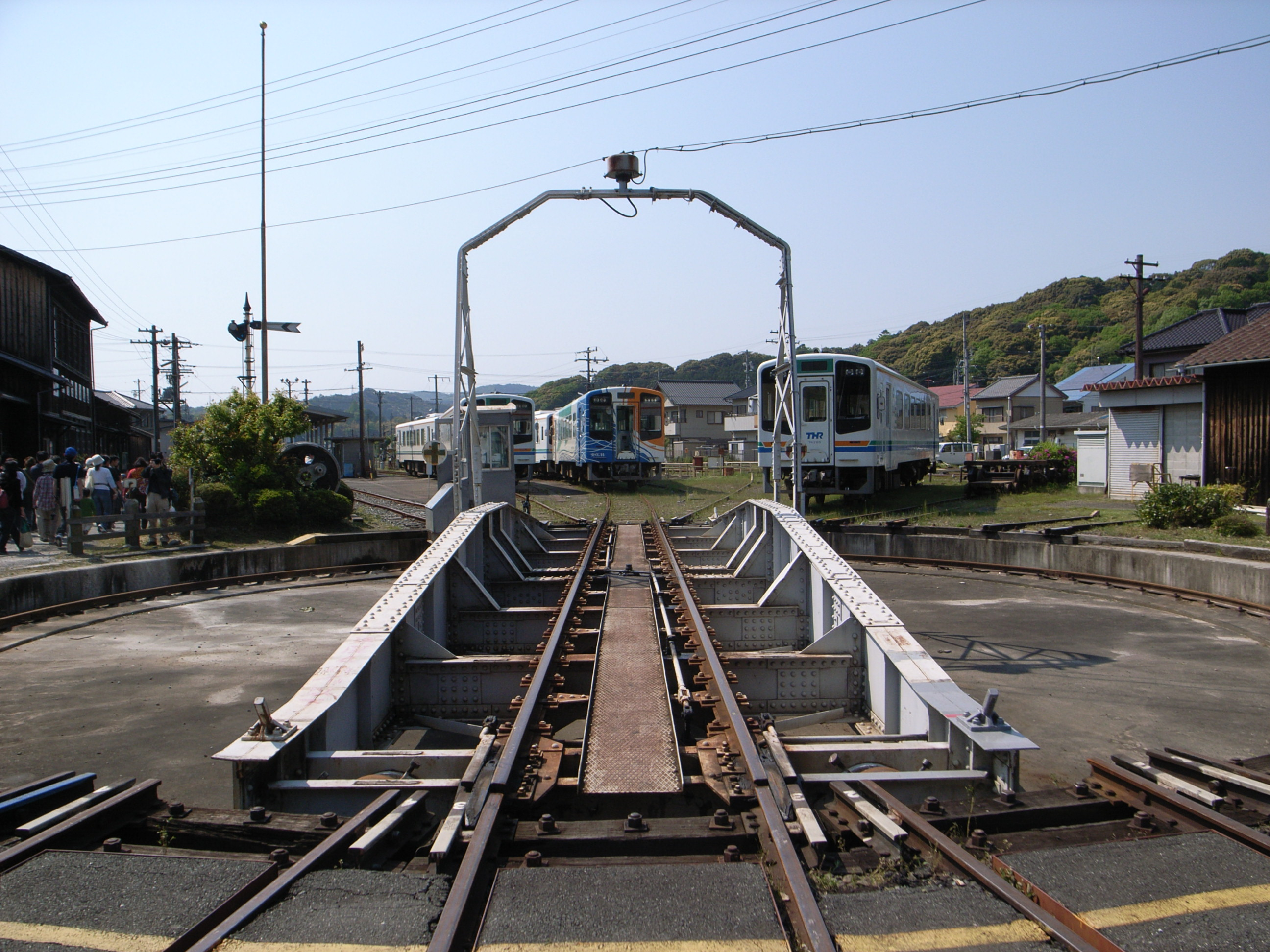
天竜二俣駅
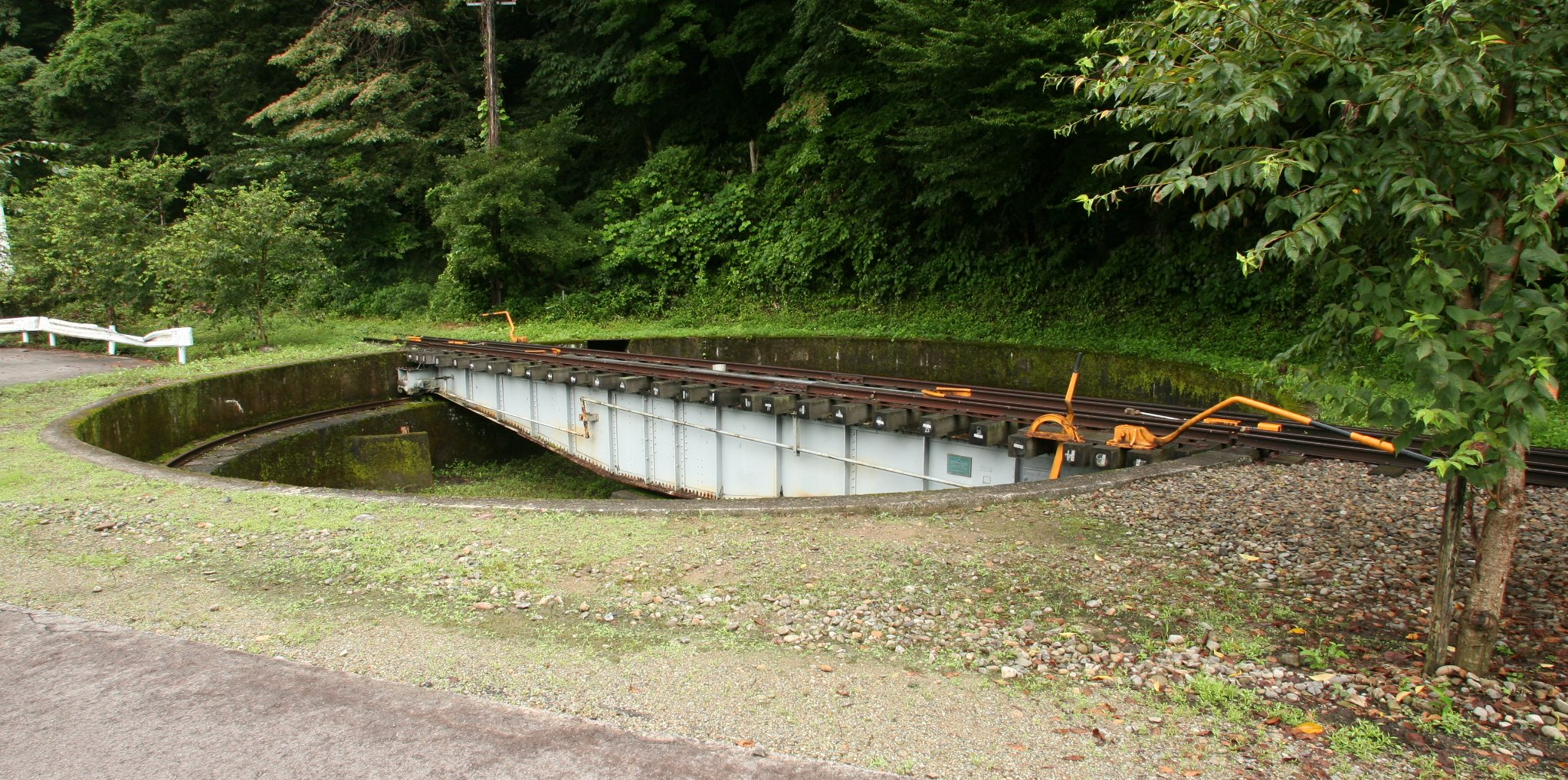
北濃駅
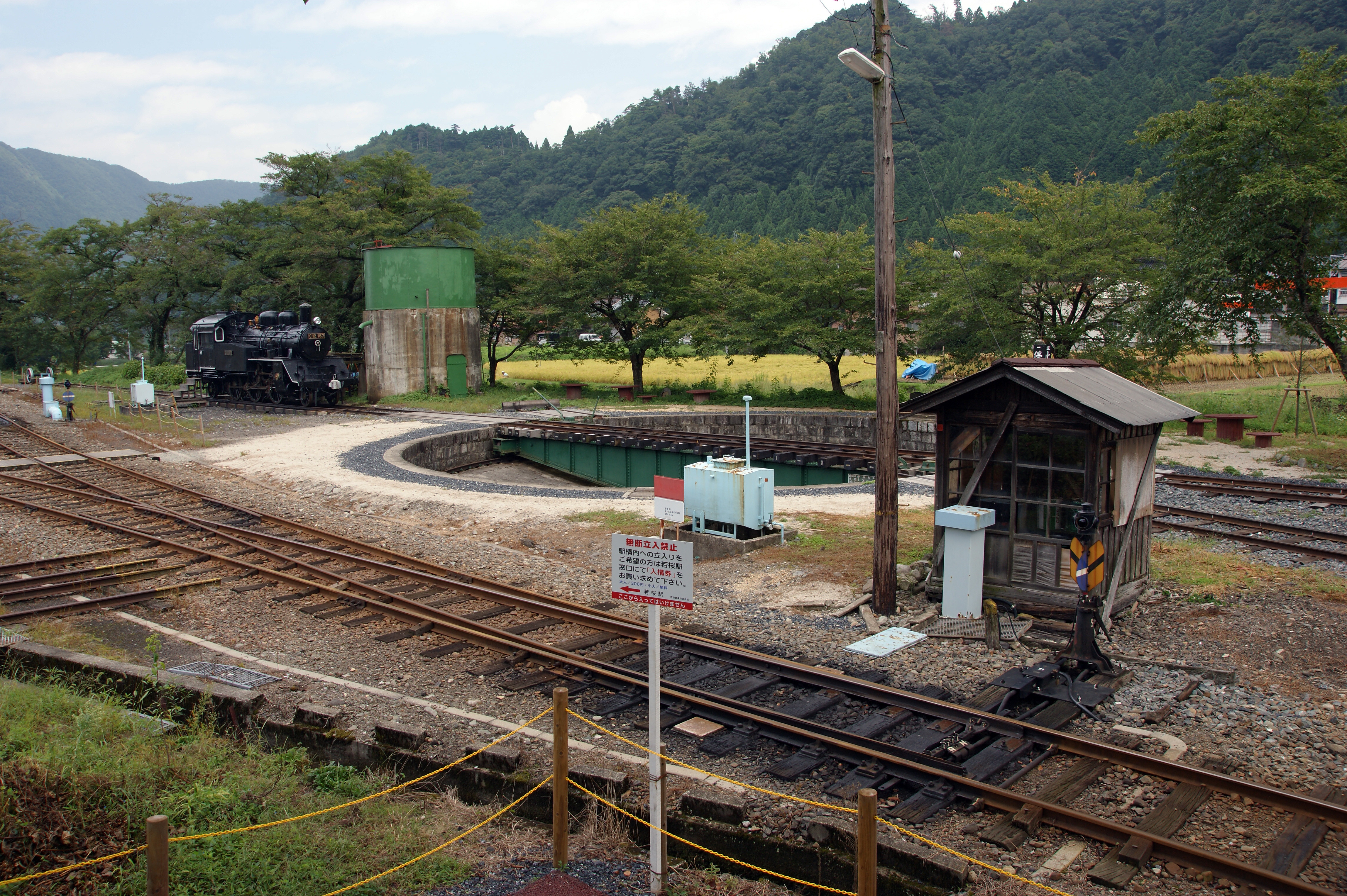
若桜駅

### 稼働していないが転車台施設が現存する駅
- 南稚内駅（宗谷本線）
- 遠軽駅（石北本線） - かつての遠軽機関区のもの。
- ニセコ駅（函館本線、C62ニセコ号、SLニセコ号[注釈 3]）
- 倶知安駅（函館本線、C62ニセコ号[注釈 4]）
- 大館駅（奥羽本線）
- 今泉駅（米坂線）
- 山寺駅（仙山線）
- 作並駅（仙山線）
- 会津宮下駅（只見線）
- 会津高原尾瀬口駅（会津鉄道会津線・野岩鉄道会津鬼怒川線） - 旧国鉄会津線会津滝ノ原駅時代の人力式。
- 黒姫駅（しなの鉄道北しなの線)
- 亀山駅（関西本線） - かつての亀山機関区のもの。
- 柘植駅（関西本線）
- 美作河井駅（因美線） - 近代化産業遺産。
- 備後落合駅（芸備線）
- 直方駅（筑豊本線）
- 宮地駅（豊肥本線・SLあそBOY）
- 豊後森駅（久大本線） - 旧豊後森機関庫。登録有形文化財・近代化産業遺産。

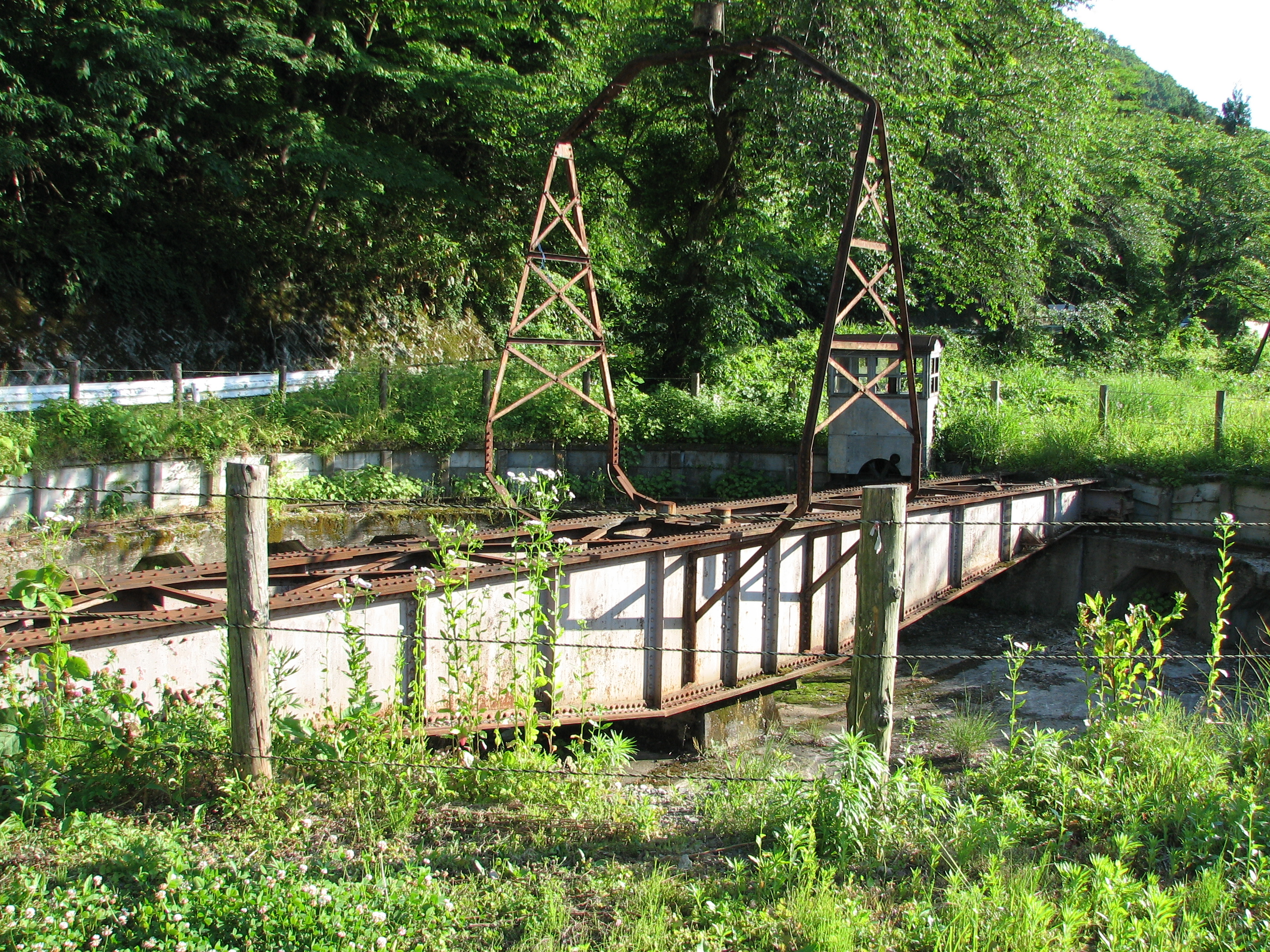
山寺駅
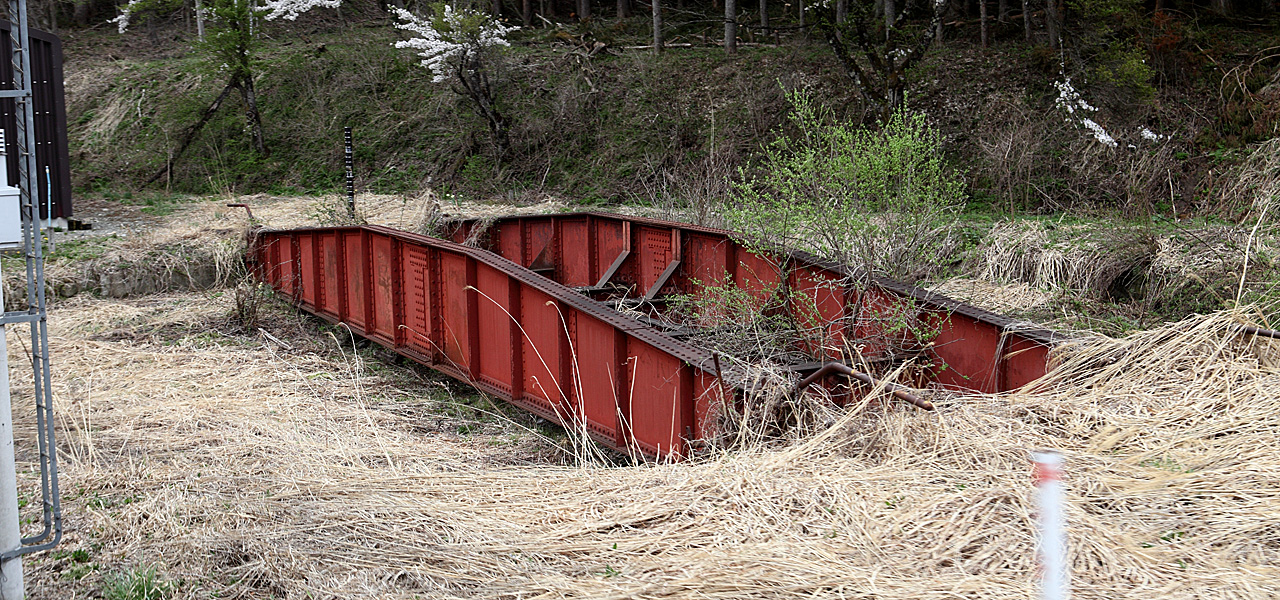
会津高原尾瀬口駅
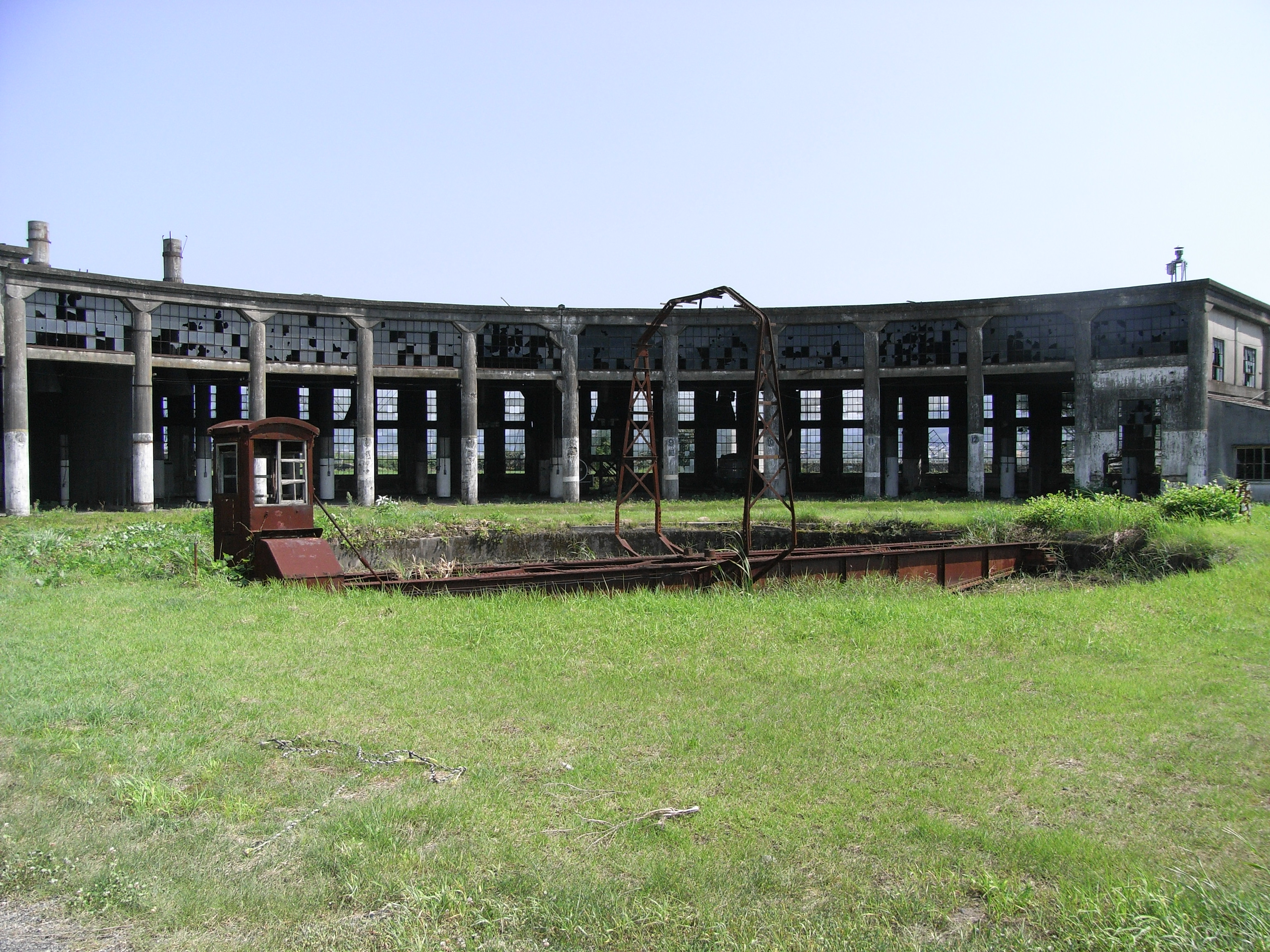
旧豊後森機関庫

### 稼働する転車台を保有する車両基地一覧
- 旭川運転所[注釈 5]（北旭川駅隣接・宗谷本線）
- 釧路運輸車両所（釧路駅隣接：根室本線）
- 苗穂運転所（苗穂駅隣接：函館本線 ）
- 鷲別機関区（鷲別駅隣接：室蘭本線）
- 五稜郭機関区（五稜郭駅隣接：函館本線）
- 函館運輸所（函館駅隣接：函館本線）
- 駒場車庫[注釈 6][5]（駒場車庫前停留場隣接・函館市企業局交通部湯川線）
- 秋田総合車両センター南秋田センター（秋田 - 四ツ小屋間：奥羽本線）
- 一ノ関運輸区（一ノ関駅隣接：東北本線）
- 酒田運輸区（酒田駅隣接：羽越本線）  国鉄時代は電動式であったが、その後（時期不詳）動力が撤去されて人力駆動となっている
- 小牛田運輸区（小牛田駅隣接：陸羽東線）
- 新庄運転区（新庄駅隣接：陸羽東線）
- 会津若松運輸区（会津若松駅隣接：磐越西線・SLばんえつ物語、只見線・SL会津只見号）
- 新津運輸区（新津駅隣接：磐越西線・SLばんえつ物語）
- 長岡運輸区（宮内 - 長岡間：信越本線）
- 直江津運輸区（直江津駅隣接：信越本線）
- ぐんま車両センター（倉賀野 - 高崎間：上越線・SLぐんま みなかみ、信越本線・SLぐんま よこかわなど）
- 下今市機関区（下今市駅隣接：東武鉄道・SL大樹）[6]
- 広瀬川原車両基地（広瀬川原駅隣接：秩父鉄道秩父本線・SLパレオエクスプレス）
- 尾久車両センター（東北本線）
- 木更津運輸区（木更津駅隣接：久留里線）
- 新金谷車両区（新金谷駅隣接：大井川鐵道・かわね路号） - 2011年（平成23年）再設置
- 美濃太田車両区（美濃太田駅隣接：高山線）
- 網干総合車両所宮原支所（旧宮原総合運転所）
- 梅小路運転区（京都 - 西大路間：東海道本線・山陰本線）
- 吹田総合車両所京都支所（旧京都総合運転所） / （向日町 - 長岡京間：東海道本線）
- 福知山電車区豊岡支所（旧豊岡鉄道部） / （豊岡駅隣接：山陰本線）
- 鳥取鉄道部西鳥取車両支部（鳥取 - 湖山間：山陰本線）
- 後藤総合車両所運用検修センター（米子駅隣接：山陰本線）
- 後藤総合車両所出雲支所（旧出雲鉄道部出雲車両支部） / （西出雲 - 出雲神西間：山陰本線）
- 下関総合車両所新山口支所（新山口駅隣接：山口線・SLやまぐち号）
- 高知運転所（土佐一宮 - 布師田間：土讃線）
- 高松運転所（高松 - 香西間：予讃線）
- 松山運転所（松山駅から南伊予駅横に移転：予讃線）
- 博多運転区（竹下駅隣接：鹿児島本線）
- 唐津鉄道事業部（西唐津駅隣接：唐津線）
- 佐世保車両センター（早岐駅隣接：佐世保線・大村線）
- 大分車両センター（牧駅隣接：日豊本線）
- 熊本車両センター（熊本 - 川尻間：鹿児島本線・SL人吉）
- 鹿児島車両センター（旧鹿児島総合車両所） / （鹿児島中央 - 郡元間：指宿枕崎線）

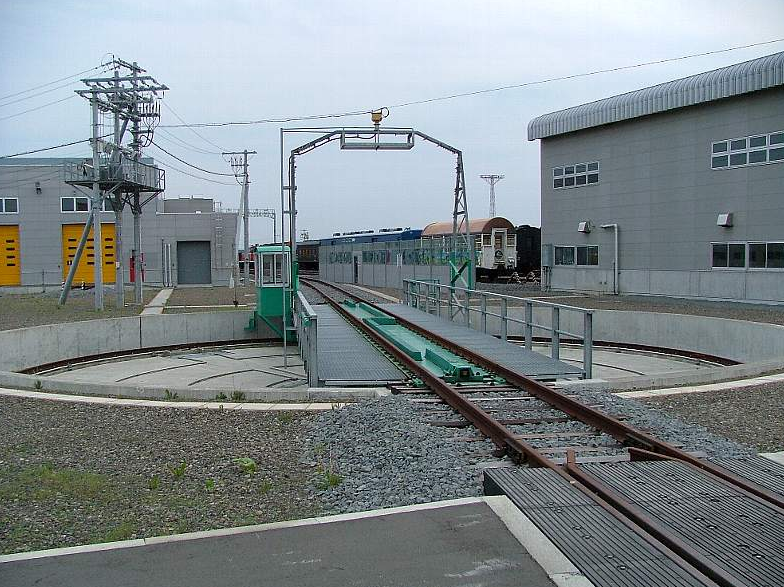
旭川運転所
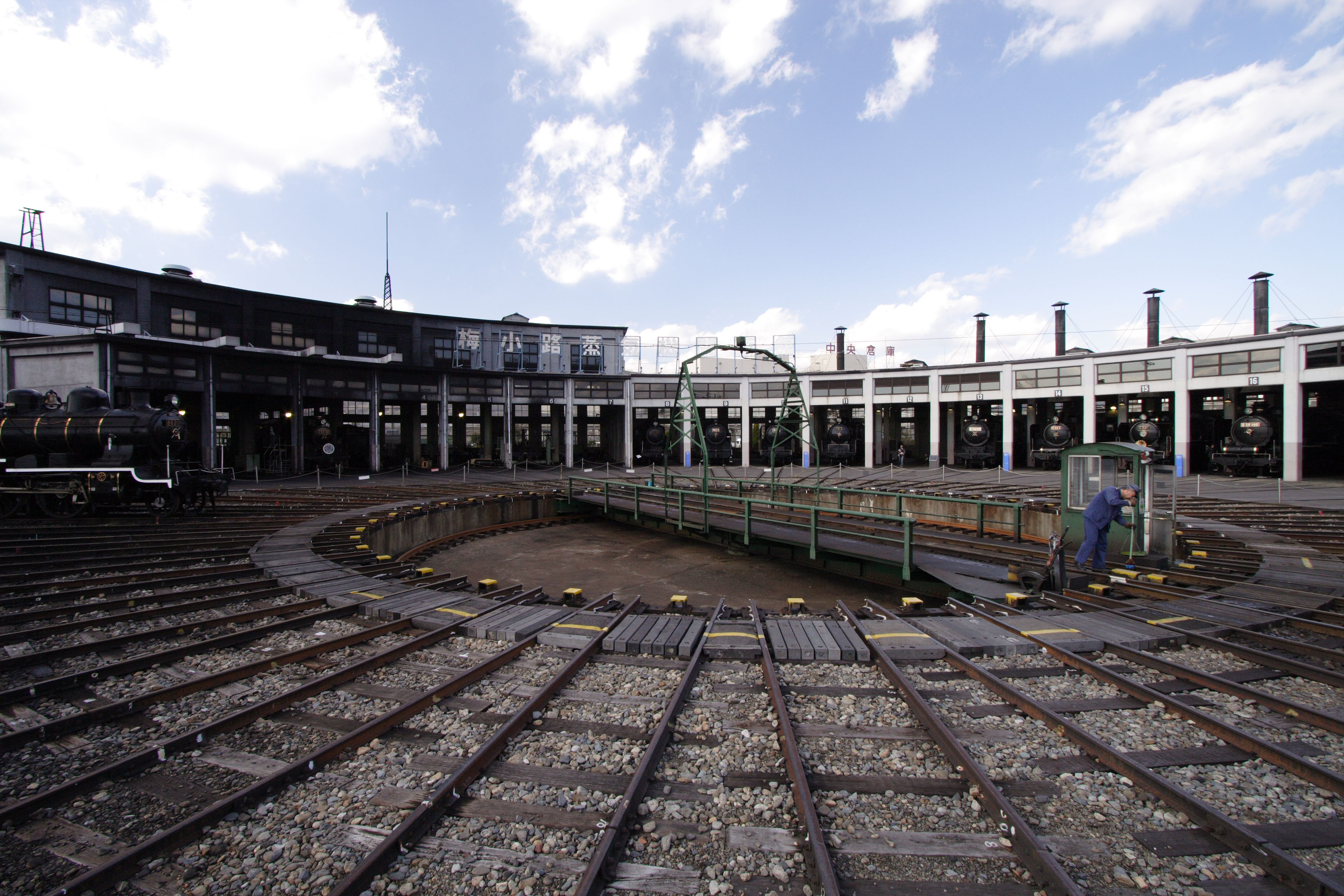
梅小路運転区
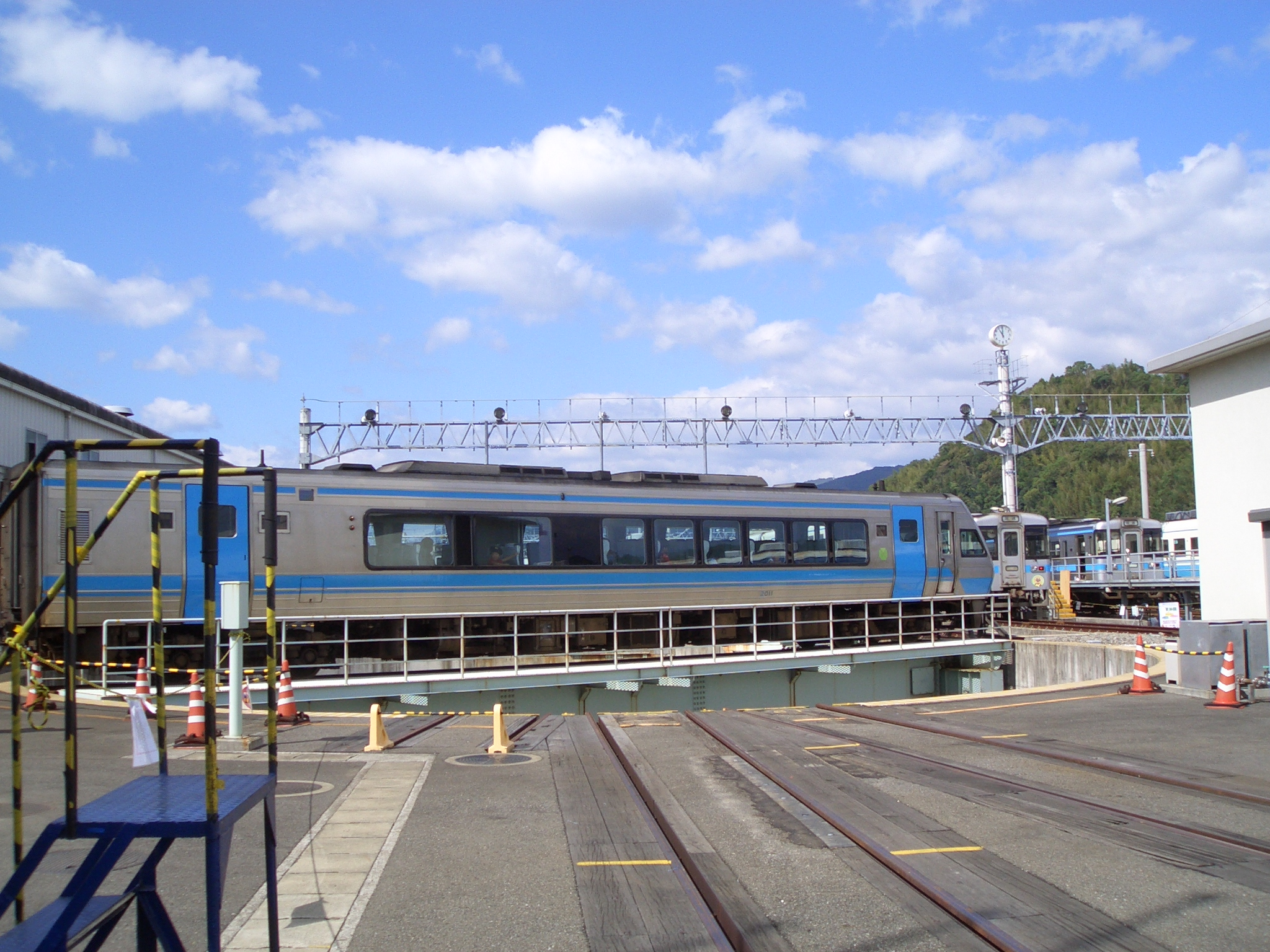
高知運転所

### 稼働するか不明だが転車台が現存・所有している駅・車両基地など
- 金沢総合車両所

### 鉄道保存施設・遊園地

#### 稼働するもの
※鉄道施設として現役のものは、#現役で稼動する転車台のある駅・運行列車等一覧および#稼働する転車台を保有する車両基地一覧を参照。
- 京都鉄道博物館
- トロッコ王国美深
- 小樽市総合博物館
- 陸別駅 - 土木遺産選奨[7]
- 那須りんどう湖 LAKE VIEW
- 鉄道文化村
- 東武動物公園
- 鉄道博物館 (さいたま市)
- 西平畑公園
- 博物館明治村
- 愛知こどもの国
- 軽便鉄道博物館
- 加悦SL広場
- 津山まなびの鉄道館

#### 稼働しないもの
- 根室標津駅跡 - 標津町指定文化財（史跡）
- 旧武豊港駅 - 2002年（平成14年）改修。登録有形文化財[8]。
- 横浜市本牧市民公園[注釈 7]
- 福知山駅前[注釈 8]

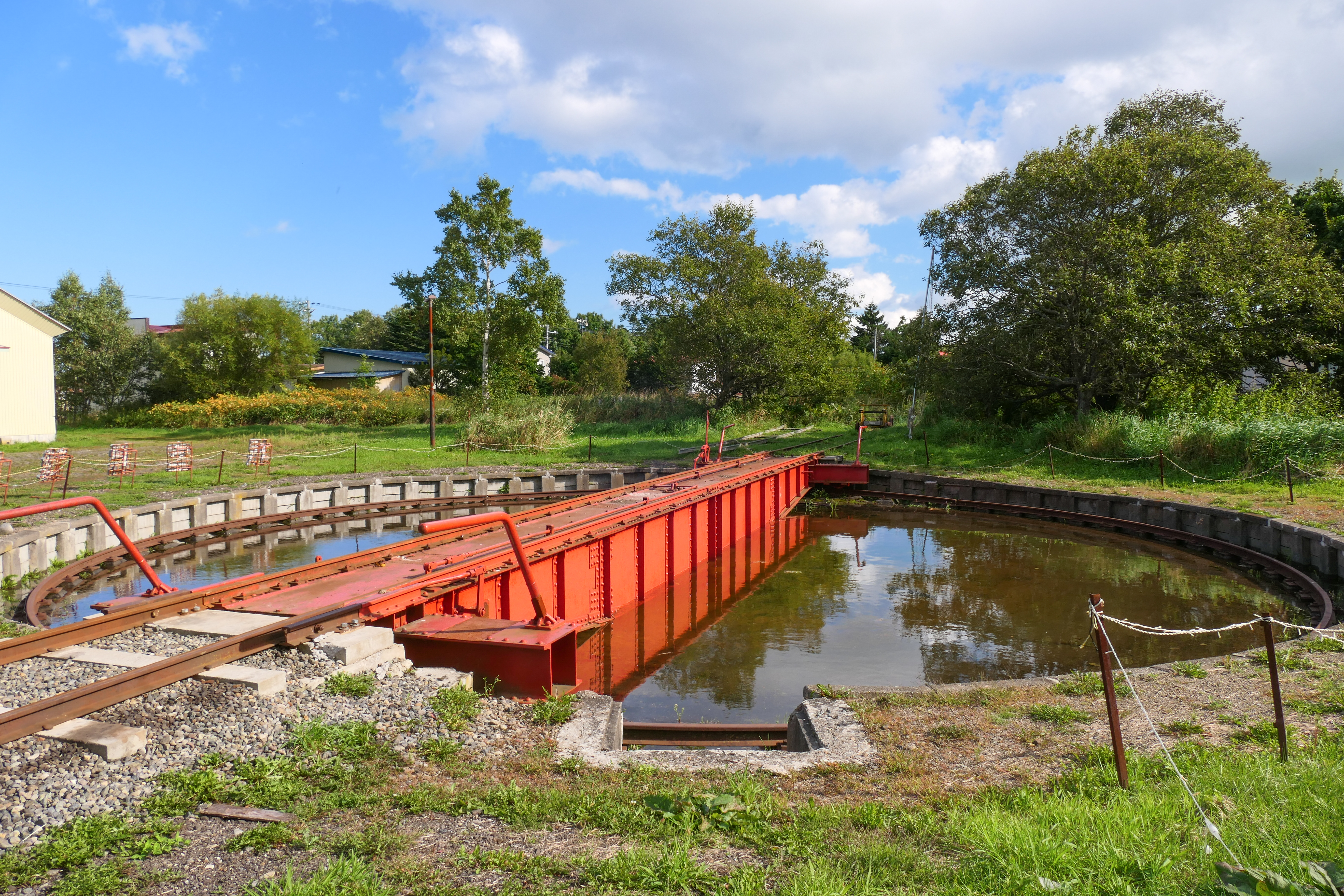
根室標津駅跡
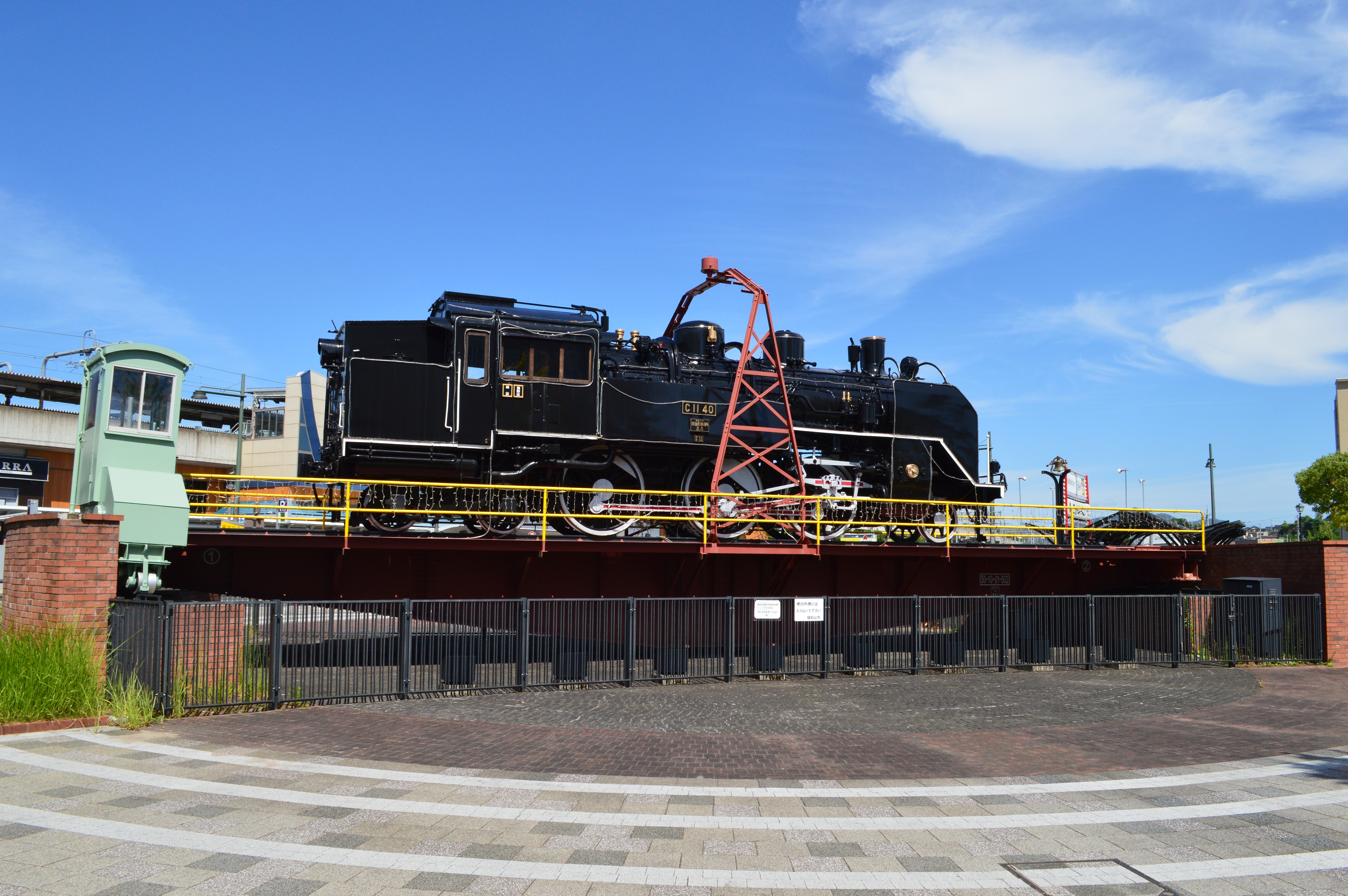
福知山駅前

### 台数の統計
| 年度     | 台数 |
| -------- | ---- |
| 1918年度 | 232  |
| 1920年度 | 252  |
| 1922年度 | 265  |
| 1924年度 | 303  |
| 1926年度 | 327  |
| 1928年度 | 349  |
| 1930年度 | 374  |
| 1932年度 | 394  |
| 1934年度 | 411  |
| 1936年度 | 435  |

- 鉄道院年報、鉄道院鉄道統計資料、鉄道省鉄道統計資料

## 自動車用
バス路線の起終点の駐車場や操車場において、スペースが狭すぎて後退ないしはUターンなど通常の方法による車両の転向ができない場合に設置される。車両を転車台上に乗せ、スイッチを運転席から操作して作動させる。スイッチは台上に設けられている紐スイッチを使用する方法と運転席から遠隔操作する方法がある。また、地上係員が転回操作を行うこともある。東急玉川線の渋谷駅跡は、バス乗り場に転換されたが、やはり狭すぎたためにこの方法で転向していた。中にはターンテーブル自体に動力がなく、バスの後輪駆動力を利用して回転させるタイプのものも存在した。
また、タワー型立体駐車場の多く（タワー内部に転向機能を備えないもの）にも普通・小型・軽自動車向けの転車台が設備されている。この場合の転向操作は駐車場に常駐する係員が行う方式が多いが、月極賃貸専用あるいは企業従業員などの専用駐車場の一部には、自動車の運転者が一旦降車して操作する方式を採っている箇所もある。
フェリーの車両甲板に設置される場合もある。これは船尾側だけにランプウェイが設置されているような船において、船内で自動車が転向して下船することが難しい場合に使用される。

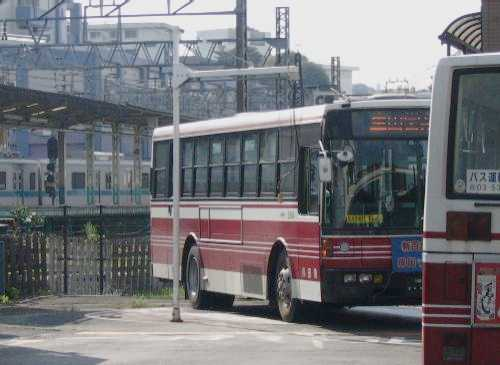
転車台により転向中のバス。台上の鉄柱からバス運転席の近くに向かって垂れ下がっている紐がスイッチである。小田急電鉄向ヶ丘遊園駅北口にかつて存在したもの。
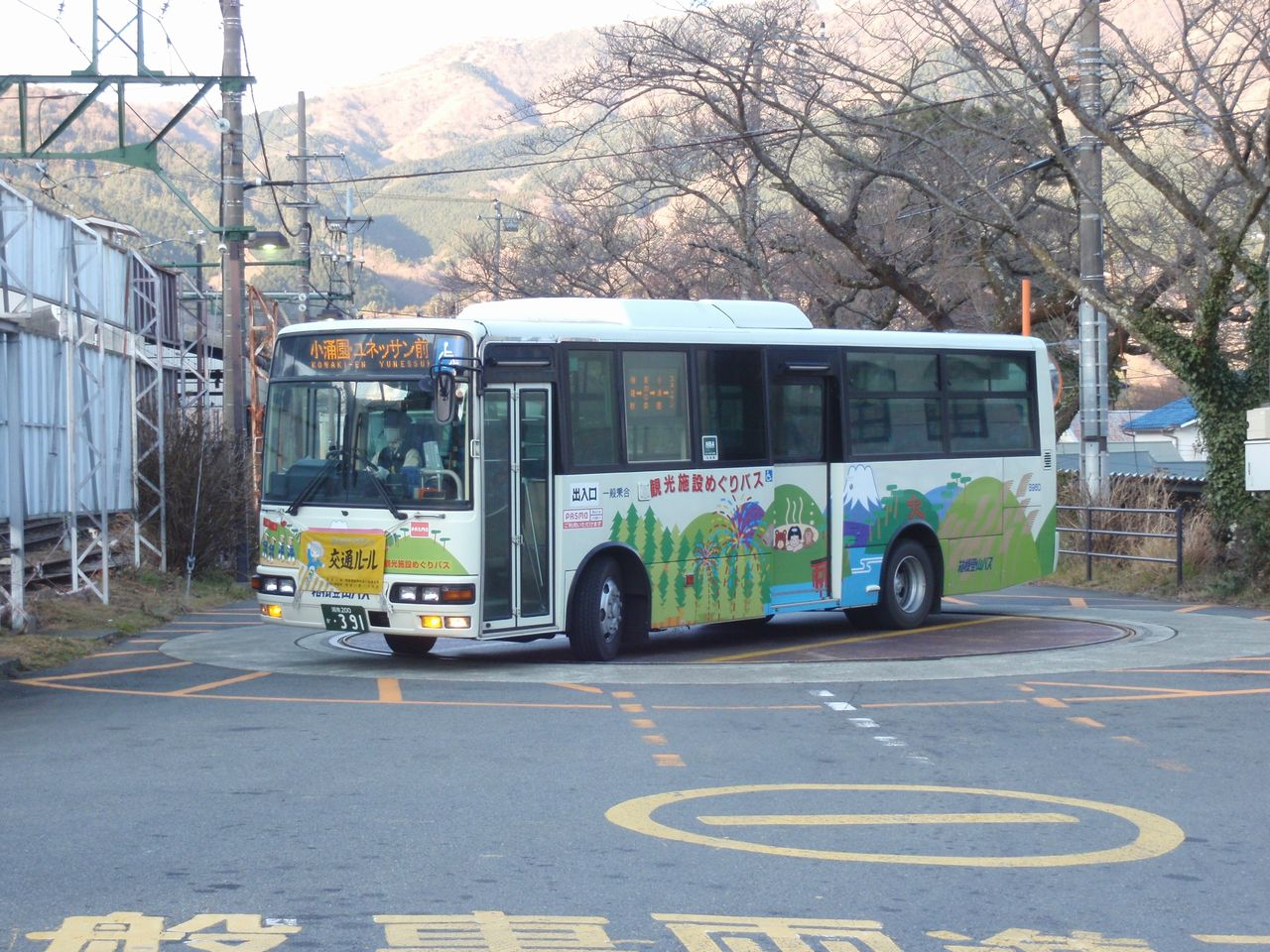
転車台により転向中のバス。このタイプでは遠隔操作で回転させる。（神奈川県箱根町強羅駅）
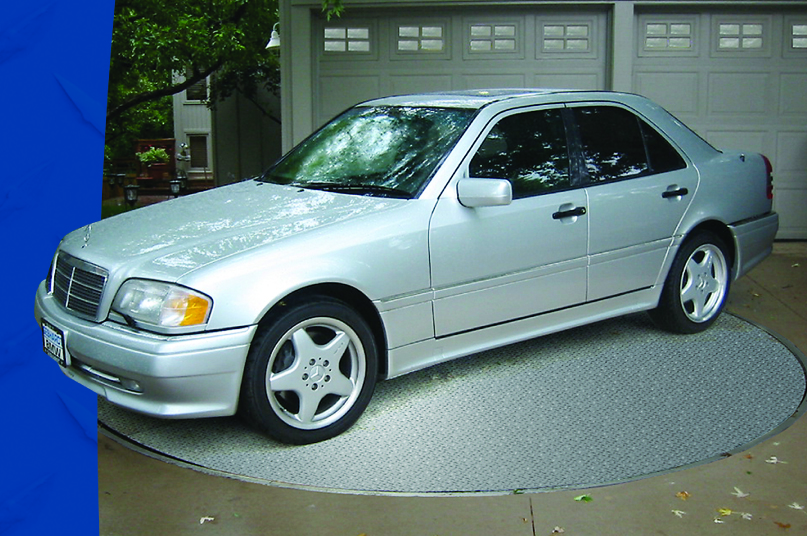
普通自動車用ターンテーブル
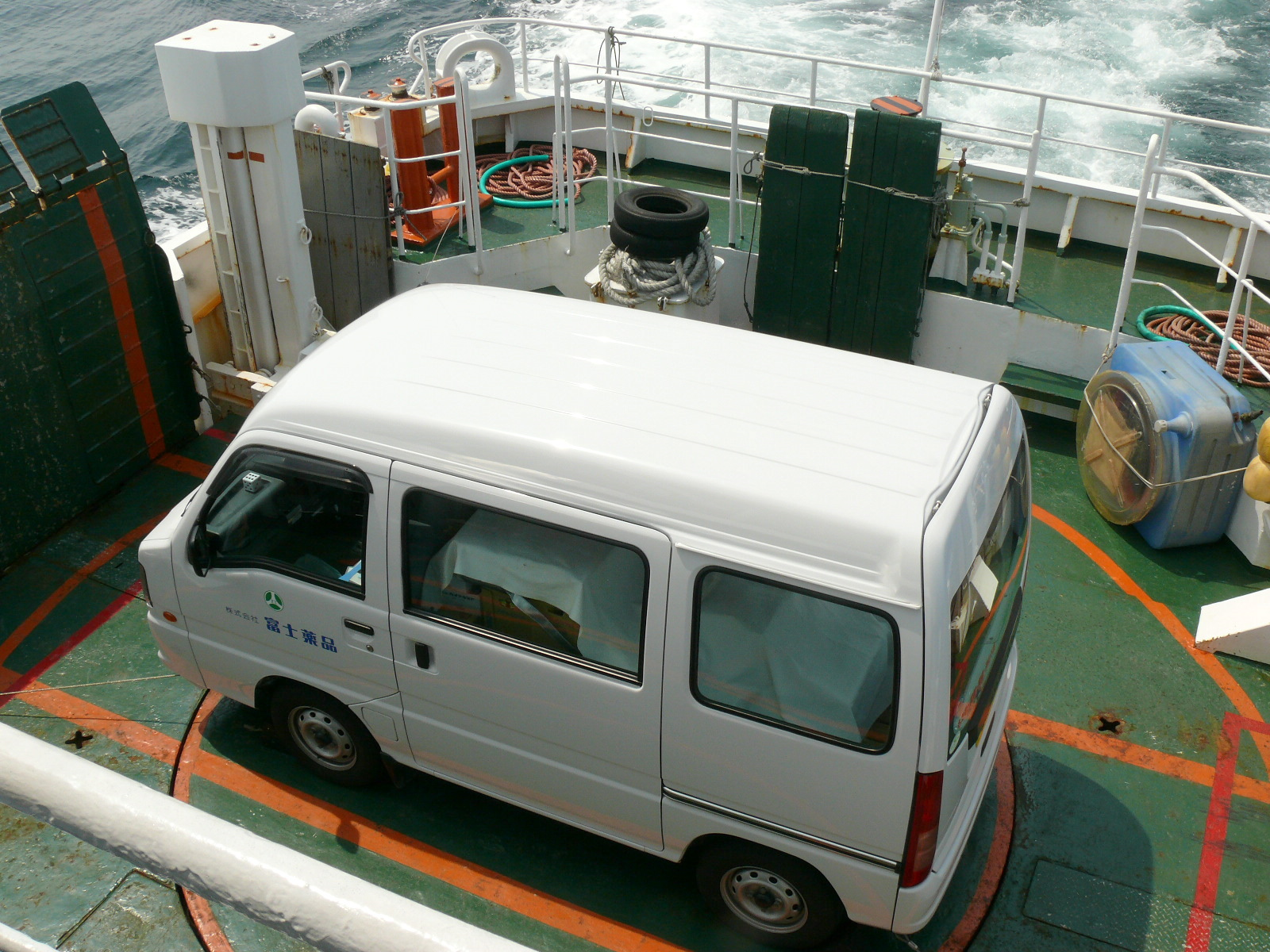
フェリーの車両甲板に設置されたターンテーブル（網地島ライン「マーメイド号」）

## さまざまな転車台

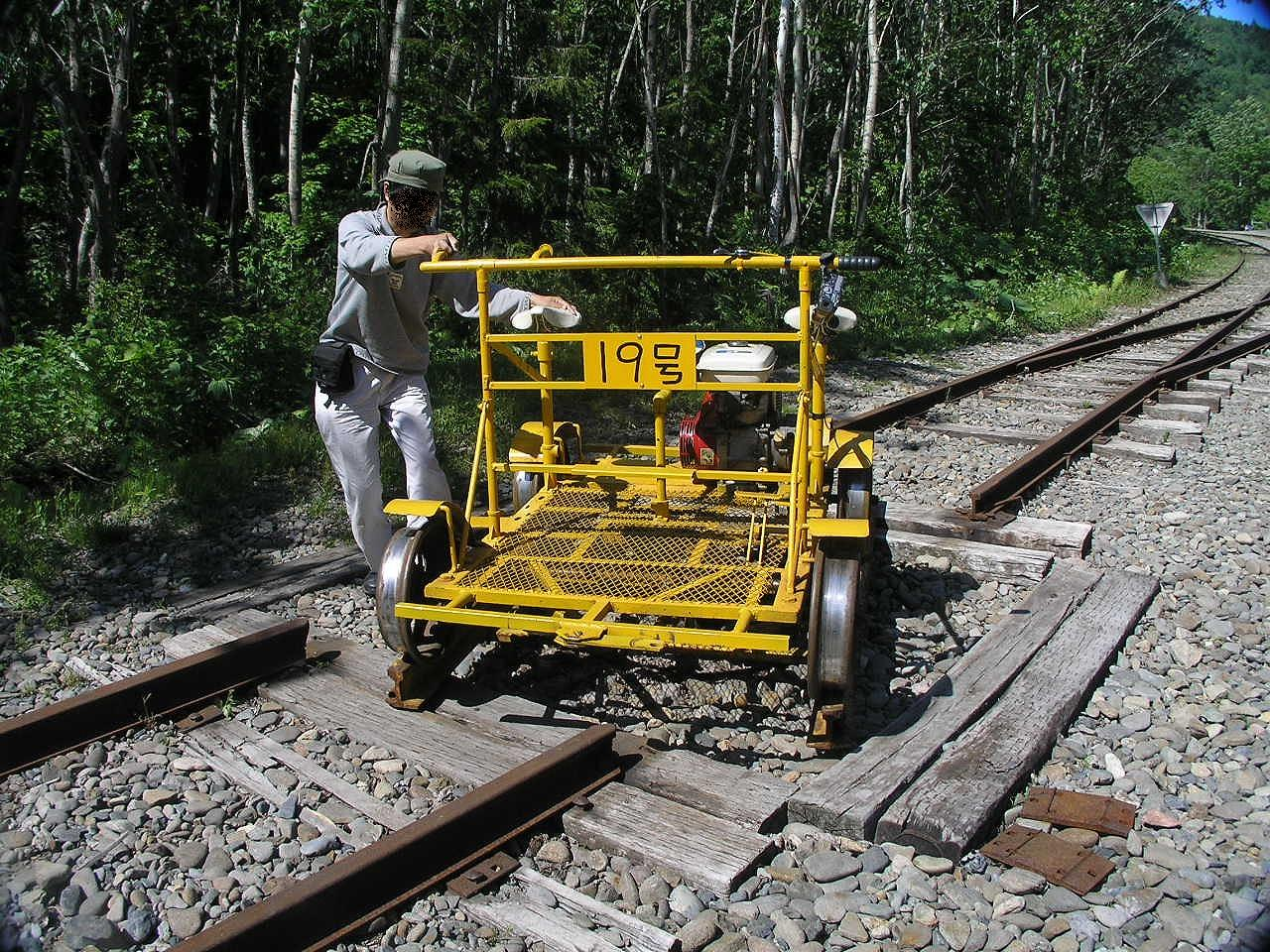
トロッコ王国美深のトロッコ用転車台
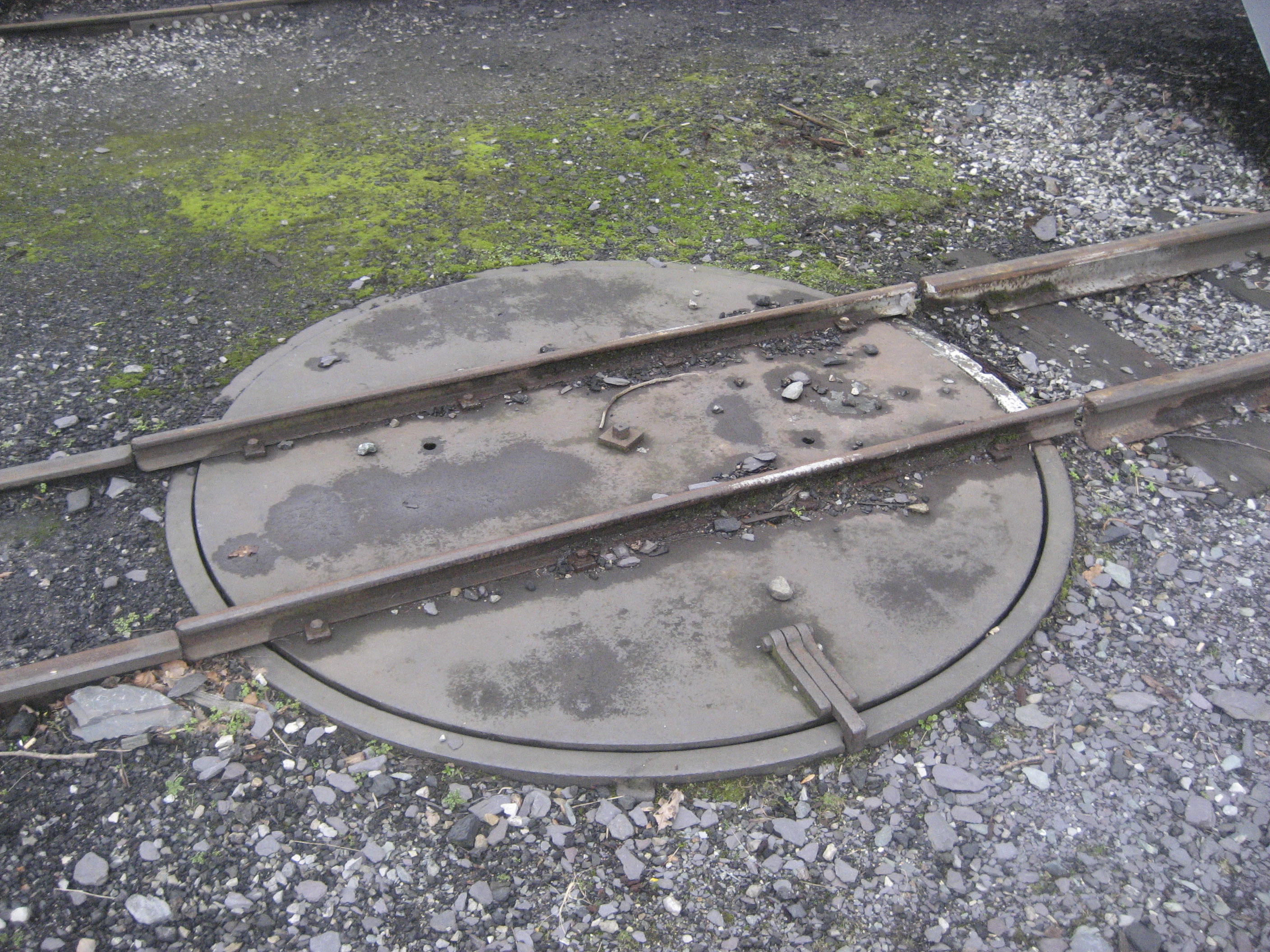
2フィート (610 mm) 軌間の貨車用転車台、ウェールズの国立スレート博物館のもの
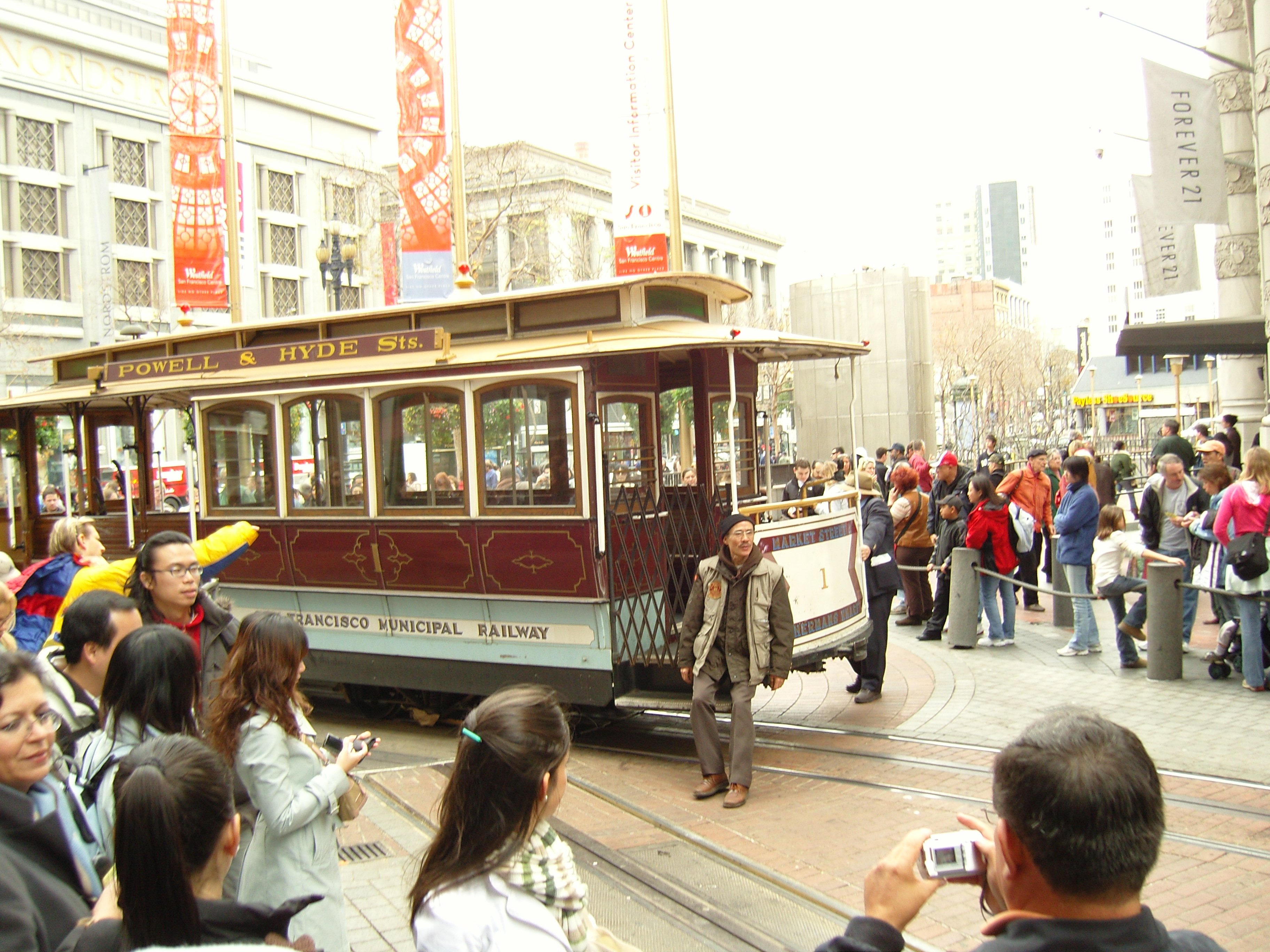
サンフランシスコのケーブルカーを転車台で回転させている様子